# Heinz Cramer (Gitarrist)
Heinz Cramer (* 12. Oktober 1920 in Berlin; † 22. Januar 2008) war ein deutscher Jazz-, Orchester- und Studiomusiker (Gitarre).

## Wirken

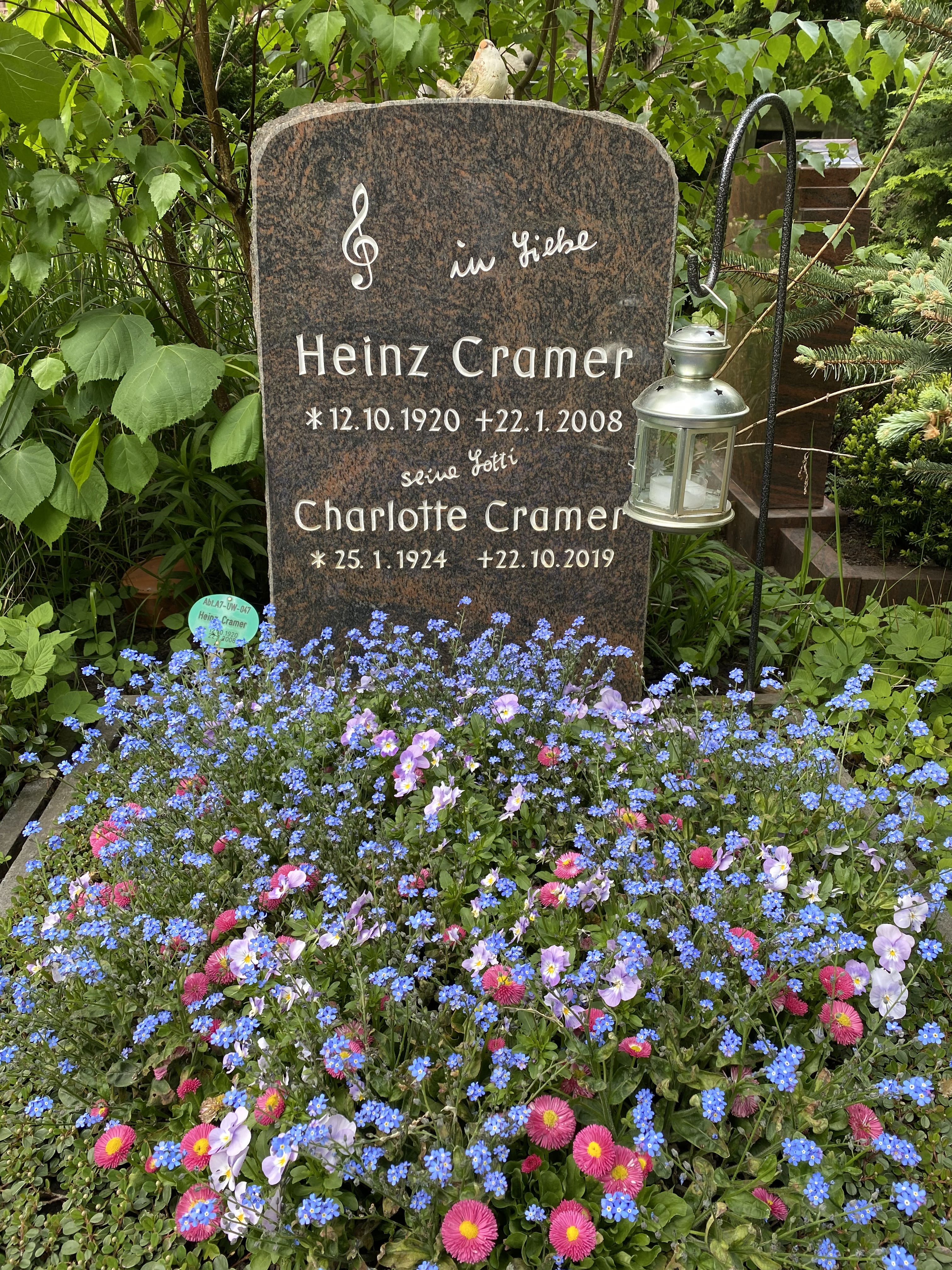
Grabstätte Heinz Cramer

Cramer spielte in der Nachkriegszeit in Berlin u. a. mit Eddie Unger und seinen Solisten („Mundharmonika-Eddi“), ab 1947 bei Kurt Hohenberger, mit dessen Orchester er für Amiga aufnahm, ferner im Helmuth Wernicke Trio. 1948 war er an Rex Stewarts Hot Club Berlin Session beteiligt. Anschließend zog er nach West-Berlin, wo er im RIAS Tanzorchester arbeitete. Daneben spielte er 1950 mit Eugen Henkel und dem Helmut Zacharias Jazzensemble, ab 1952 auch mit Kurt Widmann, Rolf Kühn und Macky Kasper. 1960 begleitete er mit der Werner Müller Big Band die Sängerin Inge Brandenburg („Lover Man“).
Mitte der 1960er-Jahre begleitete Cramer (in Quartettbesetzung mit Adi Feuerstein, Jean Warland und Heinz Niemeyer) die Sängerin Hildegard Knef auf ihren Tourneen. Als Mitglied des Günter-Noris-Quintetts wirkte er außerdem bei ihrem Album Die Neue Knef – Tournee Live (HörZu, 1966) mit. Als Sessionmusiker arbeitete er in den 1970er-Jahren u. a. mit Reinhard Mey (Mein achtel Lorbeerblatt, 1972), Schobert & Black (Gut geht’s uns, 1974), Ulrich Roski (So hat es die Natur gewollt, 1978) und Udo Jürgens (Nur ein Lächeln, 1979). In späteren Jahren arbeitete er in der bayrischen Jazz- und Fusion-Szene. Im Bereich des Jazz war er von 1946 bis 1960 an 33 Aufnahmesessions beteiligt.
Heinz Cramer starb im Alter von 87 Jahren und wurde auf dem Berliner Friedhof Wilmersdorf (Abt. A 7) beigesetzt.